# 佐々木栄
佐々木 栄（ささき さかえ、弘化2年（1845年） - 没年不詳）は幕末の越前福井藩出身の志士、海援隊隊士。前名は三上栄太郎。他に三上太郎、三上三郎との表記が確認されている。

## 生涯
福井藩大番組士三上孫太夫の子として生まれる。兄に三上孫三郎、三上他次郎（佐々木衛士）。
文久元年（1861年）12月23日、芝御陣屋の御番士御雇詰を命じられ、五人扶持を貰う。文久2年（1862年）3月28日に出立。文久3年（1863年）3月10日、本来なら交代すべきところを、翌年まで延長して命じられる。
同年12月23日、内達により、福井藩が購入して幕府へ献上した黒龍丸への乗り込みを命じられ、陣屋詰めは免ぜられる。同日、京都へと出帆。文久4年（1864年）1月5日、内達によって勝海舟の神戸海軍操練所での修行を命じられ、7日に出立、2月1日に帰着、同18日に折り返し出立、同21日に京都へ戻り、同23日に兵庫へ再度向かった。
改元後の元治元年、10月22日に航海修行はそのままにして補兵隊へ入れられ、第二次長州征伐の供をする。慶応元年（1865年）3月に帰福。4月29日上京、翌慶応2年（1866年）4月17日に帰福。
同年閏5月18日、一番の補兵隊を命じられ、同20日航海修行を免じられる。6月16日、一橋慶喜家臣となっていた木村宗三方で、英学ならびに航海修行を学びたい願いが受け入れられ、22日上京する。
同年12月26日、修行中のため、補兵隊を免じられる。同3年正月21日、病気に付き京都から帰り、2月13日長崎へと出立。以降、海援隊へ所属した。
維新後の消息であるが福井藩出身の総理大臣岡田啓介の自伝『岡田啓介回顧録』に「青山の親類に当たる海軍大尉の三上三郎という人」に海軍への入隊を勧められたとの記述があり士官として海軍に所属していたのものと考えられる。